# Vovó Donalda
Donalda Patus, ou Vovó Donalda (Elvira Coot, ou Grandma Duck em inglês) é uma personagem que surgiu nas histórias em quadrinhos Disney. Esta simpática e bondosa senhora é avó do Pato Donald, e vive em um sítio com muitos hectares de terra, dado a ela por seu pai Cipriano Patus, nos arredores da cidade de Patópolis com seu sobrinho-neto Gansolino. É trabalhadora e uma ótima cozinheira.
O nome da Vovó Donalda foi mencionado pela primeira vez numa história de 1950, publicada originalmente no gibi Walt Disney’s Comics and Stories 121 com o título Vovó Donalda. A trama, desenhada por Riley Thompson, inclui um quadrinho em que aparece um álbum de fotos com Donalda Pato (o nome original da Vovó). A Vovó “adulta” que nós conhecemos hoje foi criada por Al Taliaferro e estreou nas tiras de jornal do Pato Donald.
De acordo com a árvore genealógica da Família Pato, desenvolvida por Carl Barks e mais tarde aperfeiçoada por Don Rosa, Vovó Donalda é filha de Cipriano Patus e Ambrósia Patus. Ela se casou com Tomás Reco, e com ele teve três filhos: Patoso (pai do Donald), Patolfo Pato (pai do Peninha) e Patrícia Pato (mãe do Gastão). Vovó Donalda também ajudou a criar seus três bisnetos Huguinho, Zezinho e Luisinho. Na maioria das histórias em quadrinhos, bem como em outras mídias que tratam da infância do Pato Donald, é a Vovó quem assume o papel de sua zeladora. Em histórias em quadrinhos Disney produzidas na Europa, a Vovó quase sempre é retratada como irmã do Tio Patinhas, mas isso não condiz com o que foi estabelecido nas histórias americanas. Em alguns dos quadrinhos americanos mais antigos, eles também foram retratados como primos. De acordo com a árvore genealógica que Carl Barks esboçou para seu uso pessoal na década de 1950, Patinhas é o irmão da nora de Donalda. Sua avó paterna era a "Penahontas", e seu avô paterno era Cornélio Patus, o fundador de Patópolis.
Segundo Don Rosa, a vovó nasceu por volta de 1855. A Vovó Donalda é muito bondosa e humilde, além de ter grande respeito pela integridade e pelo trabalho árduo. No entanto, ela também é muito decidida e não tolera pessoas que se comportam de maneira injusta ou incorreta. Portanto, ela é uma das poucas pessoas que repreendem o Tio Patinhas quando ele está sendo muito ganancioso, econômico ou se comporta de maneira injusta com os membros da família, como o Pato Donald. Sua família é muito importante para ela e provavelmente o que ela mais valoriza na vida. Vovó também é uma ótima cozinheira e ganhou muitos prêmios por suas tortas e doces. Em muitas histórias, especialmente em suas primeiras aparições, ela também é muito rígida quanto à limpeza.
Ela é muito rígida e pontual em como administrar a fazenda com eficiência, como sempre acordar muito cedo para ter tempo para fazer todas as tarefas, atitude essa não compartilhada por seu sobrinho-neto e lavrador Gansolino, que é muito preguiçoso e não trabalha muito, passando a maior parte do tempo comendo ou dormindo, mas a vovó é muito paciente com ele e o deixa ficar na fazenda mesmo assim. Ela também tem vários animais em sua fazenda que também é o centro das reuniões de férias anuais da família Pato, geralmente organizadas por ela.
O veículo de transporte da Vovó é um velho automóvel do início do século XX e, de modo geral, ela vive um estilo de vida muito antiquado, dependendo principalmente de tecnologias, técnicas e experiências mais antigas que aprendeu ao longo dos anos, recusando-se a adquirir qualquer dispositivo ou estilo de vida moderno. Por exemplo, em vez de assistir à televisão que ganhou de Donald no Natal, ela assiste a fotos em seu antigo estereoscópio. Em algumas histórias, no entanto, ela assiste ao programa do tempo em um aparelho de televisão antigo, mas na maioria das histórias ela confia no joelho ou no quadril, causados pela dor do tempo, para prever a chuva para as safras. Normalmente, a única coisa que funciona com eletricidade em sua casa é um telefone do final do século XIX. Vovó Donalda também possui móveis e acessórios para a casa que são muito valiosos como antiguidades, mas ela sempre se recusa a vendê-los por causa do valor sentimental que eles têm para ela. 
A personagem Vovó Donalda fez a sua estreia animada em 1960 no episódio "Wonderful World of Color" de "This is Your Life, Donald Duck", onde foi dublada por June Foray. O episódio retratou sua grande dificuldade em criar Donald, um patinho obstinado e mal-humorado desde o momento em que nasceu. Ela também fez uma participação especial em "Mickey's Christmas Carol" e também pôde ser vista rapidamente no episódio "Um Amor de Cavalo" de DuckTales (1987).